# Elisabetta Maria Sforza
Elisabetta Maria Sforza (10 giugno 1456 – 1º settembre 1472) era figlia di Francesco Sforza e Bianca Maria Visconti; divenne Marchesa del Monferrato per matrimonio.

## Biografia
Rimase orfana di padre a 10 anni e il ducato passò al fratello maggiore Galeazzo Maria Sforza.
Fu destinata a sposare, dal fratello Galeazzo, Guglielmo VIII Paleologo, Marchese di Monferrato (1420-1484), già vedovo di Maria di Foix. Bianca Maria si oppose a questo matrimonio per via della considerevole differenza d'età tra il genero e la figlia; la stessa Elisabetta era atterrita all'idea di un "maritto vechio". Morta la madre, Galeazzo fece celebrare le nozze il 18 luglio 1469 e concesse al cognato anche i feudi di Cremolino, Belforte Monferrato, Mollare e Mirabello Monferrato.
Nonostante l'enorme differenza di età, il matrimonio sembrò riuscito; nel luglio 1472 Elisabetta diede al marito una figlia, Bianca Maria, futura sposa di Carlo di Savoia.
Elisabetta morì, per un'infezione conseguente al parto, il 1º settembre 1472; due anni dopo il marito si risposò con la francese Bernarda di Brosse.

## Ascendenza
|                         |                        |                      | Genitori           |  |  | Nonni |  |  | Bisnonni           |  |  | Trisnonni         |  |
|                         |                        |                      |                    |  |  |       |  |  | Giovanni Attendolo |  |  | Giacomo Attendolo |  |
|                         |                        |                      |                    |  |  |       |  |  | Giovanni Attendolo |  |  | Giacomo Attendolo |  |
|                         |                        | …                    |                    |  |  |       |  |  | Giovanni Attendolo |  |  |                   |  |
| Giacomo Attendolo       |                        |                      |                    |  |  |       |  |  | Giovanni Attendolo |  |  |                   |  |
|                         |                        | Elisa Petraccini     | Ugolino Petraccini |  |  |       |  |  |                    |  |  |                   |  |
|                         |                        | Elisa Petraccini     | Ugolino Petraccini |  |  |       |  |  |                    |  |  |                   |  |
|                         |                        | Elisa Petraccini     | …                  |  |  |       |  |  |                    |  |  |                   |  |
| Francesco I Sforza      |                        | Elisa Petraccini     |                    |  |  |       |  |  |                    |  |  |                   |  |
|                         |                        | …                    | …                  |  |  |       |  |  |                    |  |  |                   |  |
|                         |                        | …                    | …                  |  |  |       |  |  |                    |  |  |                   |  |
|                         |                        | …                    | …                  |  |  |       |  |  |                    |  |  |                   |  |
| Lucia Terzani           |                        | …                    |                    |  |  |       |  |  |                    |  |  |                   |  |
|                         |                        | …                    | …                  |  |  |       |  |  |                    |  |  |                   |  |
|                         |                        | …                    | …                  |  |  |       |  |  |                    |  |  |                   |  |
|                         |                        | …                    | …                  |  |  |       |  |  |                    |  |  |                   |  |
| Elisabetta Maria Sforza |                        | …                    |                    |  |  |       |  |  |                    |  |  |                   |  |
|                         | Gian Galeazzo Visconti | Galeazzo II Visconti |                    |  |  |       |  |  |                    |  |  |                   |  |
|                         | Gian Galeazzo Visconti | Galeazzo II Visconti |                    |  |  |       |  |  |                    |  |  |                   |  |
|                         | Gian Galeazzo Visconti | Bianca di Savoia     |                    |  |  |       |  |  |                    |  |  |                   |  |
| Filippo Maria Visconti  | Gian Galeazzo Visconti |                      |                    |  |  |       |  |  |                    |  |  |                   |  |
|                         |                        | Caterina Visconti    | Bernabò Visconti   |  |  |       |  |  |                    |  |  |                   |  |
|                         |                        | Caterina Visconti    | Bernabò Visconti   |  |  |       |  |  |                    |  |  |                   |  |
|                         |                        | Caterina Visconti    | Regina della Scala |  |  |       |  |  |                    |  |  |                   |  |
| Bianca Maria Visconti   |                        | Caterina Visconti    |                    |  |  |       |  |  |                    |  |  |                   |  |
|                         |                        | Ambrogio del Maino   | …                  |  |  |       |  |  |                    |  |  |                   |  |
|                         |                        | Ambrogio del Maino   | …                  |  |  |       |  |  |                    |  |  |                   |  |
|                         |                        | Ambrogio del Maino   | …                  |  |  |       |  |  |                    |  |  |                   |  |
| Agnese del Maino        |                        | Ambrogio del Maino   |                    |  |  |       |  |  |                    |  |  |                   |  |
|                         |                        | ?...Negri            | …                  |  |  |       |  |  |                    |  |  |                   |  |
|                         |                        | ?...Negri            | …                  |  |  |       |  |  |                    |  |  |                   |  |
|                         |                        | ?...Negri            | …                  |  |  |       |  |  |                    |  |  |                   |  |
|                         |                        | ?...Negri            |                    |  |  |       |  |  |                    |  |  |                   |  |